# وولین ناتیونال پارک
وولین ناتیونال پارک (به لاتین: Wolin National Park) یک منطقهٔ مسکونی در لهستان است که در شهرستان کامینگ واقع شده‌است.